# Bout de Zan vole un éléphant
Bout de Zan vole un éléphant és una pel·lícula muda francesa escrita i dirigida per Louis Feuillade i estrenada el 2 de maig de 1913.
Aquesta pel·lícula forma part de la sèrie Bout de Zan.

## Sinopsi
- Primera escena: Aquell dia, passant mur de Thiers, Bout de Zan va veure passar una estranya processó.
- Segona escena: A la nit, Bout de Zan es va apropar al campament de la fira per veure millor l'animal de nas llarg.
- Tercera escena: els beneficis del robatori van ajudar el lladre a escapar. Bout-de-Zan, muntat sobre l'elefant, fuig a llom de la bèstia. Els dos nous amics són inseparables: el nen s'emporta l'animal a casa on, inevitablement, amb la seva gran mida -encara que sigui una cria d'elefant- provoca molts desastres. La seva aparença espanta els soldats de la caserna propera i després un fals cec que abandona la seva "feina" per fugir. La seva posició ara l'ocupen Bout-de-Zan i l'elefant que comencen a pidolar als transeünts.

## Repartiment
- René Poyen : Bout de Zan
- Jeanne Saint-Bonnet : la minyona
- Renée Carl : la dama caritativa
- Juliette Malherbe